# جام حذفی فوتبال مالت
 جام حذفی فوتبال مالت  
(به مالتی: U Bet FA Trophy) مسابقاتی است که به صورت حذفی در کشور مالت از سال ۱۹۳۳ تاکنون برگزار می‌شود.
باشگاه فوتبال اسلیما واندررز با ۲۰ قهرمانی پرافتخارترین تیم این سری مسابقات به حساب می‌آید.

## پرافتخارترین باشگاه‌ها
| باشگاه           | قهرمانی |
| ---------------- | ------- |
| اسلیما واندررز   | ۲۰      |
| فلوریانا         | ۱۹      |
| والتا            | ۱۲      |
| هیبرنیانس        | ۹       |
| هامرون اسپارتانس | ۶       |
| بیرکیرکارا       | ۴       |